# Малые братья Иисуса
Малые братья Иисуса (лат. Institutum Parvulorum Fratrum Iesu, фр. Petits Frères de Jésus) — католическая монашеская конгрегация, основанная в 1933 году.

## История

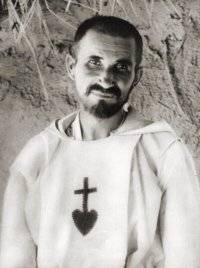
Шарль де Фуко

Орден был создан в 1933 году в городе Эль-Абиод-Сиди-Шейх (Алжир) священником Рене Вуайомом и его пятью сподвижниками, вдохновлёнными жизнью и деятельностью Шарля де Фуко, при помощи востоковеда Луи Массиньона. В 1936 году конгрегация была утверждена и подчинена Конгрегации пропаганды веры (совр. Конгрегация евангелизации народов), а не Конгрегации по делам институтов посвящённой жизни и обществ апостольской жизни, как большинство монашеских объединений. В 1939 году по образцу малых братьев Иисуса был основан аналогичный женский орден малых сестёр Иисуса.
Малые братья Иисуса работали и вели проповедь среди бедных слоёв африканских стран. После Второй мировой войны были основаны обители сначала во Франции, затем в других странах Европы. Незадолго до смерти в орден вступил известный философ Жак Маритен.

## Современное состояние
По данным на 2014 год конгрегация насчитывала 208 монахов, из которых 55 были священниками. Орден насчитывает 71 общину в 34 странах мира.
Конгрегация малых братьев Иисуса входит в объединение известное как «Духовная семья Шарля де Фуко», которое объединяет 20 религиозных групп, в основу духовности которых положена духовность и сочинения Шарля де Фуко, и насчитывающее более 13 тысяч членов по всему миру.
Особенностью устройства монашеской жизни конгрегации является проживание братьев в небольших общинах, как правило, по 2-4 человека. Монахи не находятся в строгом затворе, участвуют в общественной жизни, проповедуют и преподают в учебных заведениях, но ежедневно собираются всей общиной в часовне для служения Евхаристии и молитвы перед Святыми Дарами. В конгрегации также существуют «центры уединения», где каждый из монахов ордена ежемесячно проводит несколько дней в уединении и духовной работе над собой.